# 小行星1192
小行星1192（1192 Prisma）是一颗围绕太阳公转的小行星。1931年3月17日，阿诺德·施瓦斯曼在汉堡发现了此天体。
該小行星以稜鏡命名。
这颗小行星的绝对星等为131.43857等。